# يوسف عرابي
يوسف عرابي ضابط فلسطيني في الجيش السوري فضلا عن عضو مبكر في الجناح المسلح لحركة فتح العاصفة (حركة فتح)العاصفة. في عام 1966 قتل في مخيم اليرموك في دمشق في محاولة لتخفيف التوتر بين الزعيمين الفلسطينيين ياسر عرفات وأحمد جبريل.

## المسيرة العسكرية
كان عرابي يعمل كقائد لأحد وحدات جيش التحرير الفلسطيني في الجيش السوري. تعاطف مع البعثية وهي أيديولوجية تعزز العروبة والاشتراكية وكان مستشارا عسكريا وثيقا وصديقا لحافظ الأسد. انضم عرابي إلى العاصفة الجناح المسلح لحركة فتح في أواخر الخمسينات.
في عام 1966 اختاره الأسد الذي كان وزير الدفاع آنذاك لرئاسة عمليات حركة فتح التي كانت مقرها في سوريا وأمر ياسر عرفات وغيره من قادة حركة فتح بالاعتراف بسلطة عرابي.

## الوفاة
في 5 مايو 1966 خلال اجتماع برئاسة عرابي للتخفيف من حدة التوتر بين عرفات وأحمد جبريل في مخيم اليرموك اغتيل عرابي. نتيجة لذلك تم اعتقال عرفات وخليل الوزير ومختار بعباع وعدد من مسؤولي حركة فتح الآخرين وسجنهم بناء على أوامر الأسد. استجوب الأسد شخصيا الوزير والمسؤولين الذين رفضوا الحضور في مكان الحادث.
إن ظروف مقتل عرابي في اليرموك مختلف عليها. ادعى الوزير أن الأسد وجبريل ومديرية المخابرات العسكرية خططوا لاغتيال عرفات باستخدام عرابي لجذب الأخير إلى فخ. أنهى جبريل الاجتماع في اللحظة الأخيرة كما لم يحضر عرفات دون إخطار جبريل. بدلا من ذلك أرسل الأول ضابطا بالجيش الفلسطيني يدعى عدنان وأرسل الأخير زميله محمد حشمي مع الحارس الشخصي عبد المجيب زمود الذي كان سيبقى خارج الاجتماع. بحسب زحمود جرت جدال بصوت عال مع عدنان يصرخ في عرابي. ثم زعم أن عدنان أطلق النار على كل من عرابي وحشمي وقتلهما قبل أن يهرب من مكان الحادث. أعتقل عرفات والوزير لكنهما ادعيا أنهما لم يكونا موجودين في المكان بسبب اجتماع طارئ مع ضابط المخابرات أحمد السويداني. بعد ذلك عفى عنهم الرئيس صلاح جديد بعد أن أكد السويداني تواجدهما معه.
على النقيض من ذلك وفقا للكاتب الفلسطيني سعيد أبوريش فقد تم إلقاء عرابي من نافذة في الطابق الثالث وتوفي على الفور. بينما لم يكن عرفات حاضرا عندما وصلت الشرطة السورية إلى مسرح الجريمة لجأ إلى منزل تابع للشرطة السورية ثم دعا الرئيس الجديد إلى حمايته ولكن الشرطة احتجزته بعد ذلك بناء على أوامر الأسد. نقل عرفات والوزير إلى سجن المزة وأبقيا في الحبس الانفرادي. عين الأسد لجنة تحكيم من ثلاثة أشخاص للتحقيق في القضية التي وجدت أن عرفات مذنب وحكم عليه بالإعدام. لكن أخيرا أفرج جديد عن عرفات وأغلق الملف.